# Pankraz Fried
Pankraz Fried (* 12. Juli 1931 in Wabern an der Paar; † 26. Februar 2013 in Heinrichshofen) war ein deutscher Historiker.
Der Sohn einer kleinbäuerlichen Familie legte 1951 das Abitur am Gymnasium bei St. Stephan in Augsburg ab. Von 1952 bis 1958 studierte er Philosophie, Altphilologie und Geschichte an der Universität München und von 1955 bis 1956 Volkskunde bei Karl Ilg an der Universität Innsbruck. 1959/60 wurde er in bayerischer Landesgeschichte bei Max Spindler mit einer wegweisenden Arbeit über die Landgerichte Dachau und Kranzberg im Hoch- und Spätmittelalter sowie in der frühen Neuzeit promoviert. Bis 1969 war er bei der Kommission für bayerische Landesgeschichte als wissenschaftlicher Mitarbeiter tätig. Dabei war er vor allem für den Historischen Atlas von Bayern zuständig.
Von 1969 bis 1971 war Fried bei Wolfgang Zorn wissenschaftlicher Assistent am Institut für Wirtschafts- und Sozialgeschichte der Universität München. Fried war von 1972 bis 1974 Konservator am Bayerischen Landesamt für Denkmalpflege. An der Universität Regensburg erfolgte 1972 die Habilitation mit einer Arbeit aus der bayerischen Agrargeschichte des 19. Jahrhunderts. Von 1974/79 bis 1993/94 lehrte Fried als erster Professor bayerische und schwäbische Landesgeschichte an der Universität Augsburg. Seit 1977 war er Mitglied der Kommission für bayerische Landesgeschichte bei der Bayerischen Akademie der Wissenschaften. Von 1980 bis 2000 war er Erster Vorsitzender der Schwäbischen Forschungsgemeinschaft bei der Kommission für bayerische Landesgeschichte.
Schwerpunkte Frieds waren die ländliche Gesellschafts-, Agrar- und Dorfgeschichte und außerdem die Wirtschafts-, Sozial- und Kulturgeschichte. Dabei hat Fried insbesondere den kleineren Strukturen besondere Aufmerksamkeit geschenkt (Mikrogeschichte). Für seine Forschungen wurde Fried unter anderem mit der Bayerischen Verfassungsmedaille in Silber (1996), dem Bundesverdienstkreuz am Bande (1996), der Schwäbischen Verdienstmedaille, dem Willi-Mauthe-Preis des Heimat- und Museumsvereins in Weilheim, der Aventinus-Medaille des Verbandes bayerischer Geschichtsvereine (2003) und dem Kulturpreis der Bayerischen Landesstiftung (2011) geehrt. Fried wurden Festschriften zum 60., 65., 70., 75., und 80. Geburtstag gewidmet.

## Schriften (Auswahl)
Monografien
- Der Lechrain. Eine historische Heimatkunde. Bauer, Thalhofen 2012.
- mit Sebastian Hiereth: Landgericht Landsberg und Pfleggericht Rauhenlechsberg. Landgericht, Hochgericht und Landkreis Schongau. München 1971.
- Herrschaftsgeschichte der altbayerischen Landgerichte Dachau und Kranzberg im Hoch- und Spätmittelalter sowie in der frühen Neuzeit. München 1962.

Herausgeberschaften
- Die ländlichen Rechtsquellen aus den pfalz-neuburgischen Ämtern Höchstädt, Neuburg, Monheim und Reichertshofen vom Jahre 1585. Sigmaringen 1983, ISBN 3-7995-7551-0.
- Bayerisch-schwäbische Landesgeschichte an der Universität Augsburg 1975–1977. Vorträge, Aufsätze, Berichte. Sigmaringen 1979, ISBN 3-7995-7501-4.
- Probleme und Methoden der Landesgeschichte. Darmstadt 1978, ISBN 3-534-07080-1.